# キーボード・トリオの派生バンド
キーボード・トリオの派生バンド（キーボード・トリオのはせいバンド）は、キーボード・トリオをベースにした楽器編成であり、キーボード・トリオと同様にギターを排除したサウンドが特徴である。

## キーボード・トリオの派生バンド

### 専任ボーカル/キーボード/ベース/ドラム
- アードヴァーク (Aardvark) - イギリスのプログレッシブ・ロック・バンド
- アレア (Area) - 5thアルバム
- オデッセイ (Odyssey) - 『LIVE AT LEVITTOWN MEMORIAL AUDITORIUM』（1974年）、アメリカのプログレッシブ・ロック・バンド
- キーン (Keane) - 3rdアルバム以降
- クレイジー・ワールド・オブ・アーサー・ブラウン (The Crazy World Of Arthur Brown) - 1stアルバム
- ジェラルド (Gerard) - 5th-8thアルバム
- ジュリー・ドリスコール、ブライアン・オーガー・アンド・ザ・トリニティー (Julie Driscoll, Brian Auger And The Trinity) - 3rdアルバム
- JOSY
- スティル・ライフ (Still Life)
- セカンド・ハンド (Second Hand) - 2ndアルバム
- SEBASTIAN X
- セピアンローゼス (Sepia'n Roses) - 結成時-1994年
- デス・オルガン (Death Organ) - スウェーデンのプログレッシブ・デスメタル・バンド、専任ボーカル2人
- トリアンヴィラート (Triumvirat) - 4th-6thアルバム、ドイツのプログレッシブ・ロック・バンド
- ザ・ハプニングス・フォー (The Happenings Four) - 1st-2ndアルバム
- ブライアン・オーガーズ・オブリヴィオン・エクスプレス (Brian Auger's Oblivion Express) - 2005年以降
- プログレルインズ - アルバム『Symphonica』、専任ボーカル2人
- マリア観音 - 5th、7thアルバム
- メタモルフォーシ (Metamorfosi) - 2ndアルバム、イタリアのプログレッシブ・ロック・バンド
- メログレス (Melogress) - 日本のプログレッシブ・ロック・バンド
- モーガン (Morgan)

### キーボード/キーボード/ベース/ドラム
- アレア (Area) - 5thアルバム、デメトリオ・ストラトスがキーボードの場合
- ウィグワム (Wigwam) - 3rd-4thアルバム、コンピレーション・アルバムでのライブ
- グリーンスレイド (Greenslade)
- JOSY (cumiがキーボードの場合)
- ポチャカイテ・マルコ (Pochakaite Malko) - 1stアルバム
- レア・バード (Rare Bird) - 1st-2ndアルバム
- レ・オルメ (Le Orme) - 6thアルバム、15th-16thアルバム、イタリアのプログレッシブ・ロック・バンド

### キーボード/ベース/ベース/ドラム
- ケイヴマン・シューストア (Caveman Shoestore) - 2ndアルバム、アメリカのカンタベリー・ロック・フォロワー
- ケイヴマン・ヒュースコア (Caveman Hughscore) - ケイヴマン・シューストア+ヒュー・ホッパー、後にヒュースコアと改名
- ザ・ダブラーズ (The Dabblers) - 水野正敏、江川ほーじんが結成したツイン・ベース・バンド
- ポートフォリオ (Portfolio) - 水野正敏、江川ほーじんが結成したツイン・ベース・バンド

### キーボード/ベース/ドラム/パーカッション
- サムラ・ママス・マンナ (Samla Mammas Manna) - 1stアルバム、スウェーデンのプログレッシブ・ロック・バンド

### ベース/キーボード
- ヒュー・ホッパー / アラン・ゴーウェン (Hugh Hopper / Alan Gowen)

### キーボード/ドラム
- アッティラ (Attila) - アメリカのプログレッシブ・ロック・デュオ、ビリー・ジョエル在籍
- 石橋英子 / 吉田達也
- シックスティー・ナイン (Sixty-Nine) - ドイツのプログレッシブ・ロック・デュオ
- セブンス・ウェイヴ (Seventh Wave) - 1stアルバム、元セカンド・ハンドのメンバーによるエレクトロニック・ロック・デュオ
- パーソンズ・オブ・エイジア (Persons Of Asia) - 2001年以降
- パトリック・モラーツ / ビル・ブルーフォード (Patrick Moraz / Bill Bruford)

### ベース/アコーディオン/ヴァイオリン/ドラム
- メイズ - 漫画『それでも町は廻っている』の作中に登場するバンド。